# Mychajlo Singalevyč
Mychajlo Singalevyč, cyrilicí Михайло Сінґалевич, též polsky Michael Siengalewicz (cca 1819 nebo 1822 – 29. nebo 30. prosince 1894 Lvov), byl rakouský řeckokatolický duchovní a politik ukrajinské (rusínské) národnosti z Haliče, na konci 19. století poslanec Říšské rady.

## Biografie
Působil jako archipresbyter řeckokatolické metropolní kapituly ve Lvově.
Byl poslancem Říšské rady (celostátního parlamentu Předlitavska), kam usedl ve volbách roku 1885 za kurii venkovských obcí v Haliči, obvod Kaluš, Dolina atd. Slib složil 28. září 1885. Ve volebním období 1885–1891 se uvádí jako Michael Siengalewicz, chrámový scholastikus, bytem Lvov.
Na Říšské radě je po volbách v roce 1885 uváděn coby člen Polského klubu. V roce 1890 je ovšem již řazen do Rusínského klubu. Ve volbách roku 1885 porazil rusínského radikálního kandidáta Juliana Romančuka. Singalevyčovo vítězství bylo zklamáním pro rusínské nacionální kruhy, protože Singalevyč nabízel výrazně řeckokatolickou orientaci (místo pravoslavné, proruské) a zastával smířlivý postoj k polskému národnímu hnutí. Nasazení umírněných rusínských kandidátů do voleb inicioval tehdejší metropolita Sylvestr Sembratovyč a tento politický směr reprezentovala organizace Myr.
Zemřel v prosinci 1894 ve věku 75 let. Podle jiného zdroje se narodil roku 1822.